# هپی جک (آریزونا)
هپی جک (به انگلیسی: Happy Jack) یک منطقهٔ مسکونی در ایالات متحده آمریکا است که در شهرستان کاکانینو، آریزونا واقع شده‌است. هپی جک ۲٬۲۸۳٫۸۹ متر بالاتر از سطح دریا واقع شده‌است.